# Prus III
Prus III (Nagody) – polski herb szlachecki.

## Opis herbu
Tarcza w słup dzielona, w polu prawym czerwonym – wilczakosa srebrna ostrzem w dół ku środkowi obrócona, w polu lewym błękitnym – pół podkowy srebrnej z zaćwieczonym na nich półtorakrzyżem złotym, którego ramię dolne w prawo, w klejnocie noga zbrojna z ostrogą, w kolanie zgięta, stopą w lewo.

## Legenda herbowa
Syn księcia pruskiego (który na wiarę chrześcijańską przeszedł, a zaślubiwszy jedynaczkę, córkę Maslausa, herbowi swemu Prus, dwie wilczekosy przydał), gdy sobie zaślubił wielkiej fortuny dziedziczkę herbu Pobóg (Kasper Niesiecki wiąże herb Pobóg bezpośrednio z herbem Zagłoba oraz pośrednio z Jastrzębcem), herbowi swemu Prus II, jako i ojciec uczynił, połowę podkowy przydał. Potem, gdy potomek jego Sobor, mężnie na wojnie poczynając nogę utracił, król Bolesław złotą mu w nagrodę przysłał a na hełmie, już nie rękę ale nogę zbrojną, na pamiątkę dzielności jego, nosić pozwolił.
Herb ten inaczej nazywa się Nagody, to znaczy, że dla gód czyli wesela, odmiana tego herbu powstała.

## Pierwsza wzmianka
W źródłach pisanych pierwszy raz w 1415 – proklamacja Napora.
Znana jest tylko jedna średniowieczna pieczęć z 1461 – Ścibora z Gościańczyc.

## Herbowni
Lista nazwisk rodów szlacheckich pieczętujących się herbem Prus z Herbarza polskiego od średniowiecza do XX wieku Tadeusza Gajla:
Andrzejewski, Augustowski.
Bacewicz, Bełdycki, Bissiński, Bogdański, Broszowiecki, Brzeziński, Budzyna, Byszyński-Jakiel.
Chładkowski, Chrzanowski, Czarnecki, Czarnowieński, Czarowieński, Czyrski.
Dawidowski, Dłużniewski, Dobrzyniecki.
Glaznocki, Glaznowski, Głowacki, Głuchowski, Gniewiński, Gościencki, Gościewicz, Groblewski, Grzybowski.
Jabłonowski, Jarnułtowski, Jarontowski, Jaruntowski.
Karmanowski, Karniński, Kodzioł, Kordzikowski, Korewicki, Korewicki, Korowicki, Kowalewski, Krakowieński, Kreczmer, Krzemieński, Krzemiński, Krzymiński, Kurewicki.
Lankuna, Latyński.
Łankuna, Łazarz, Łomski, Łomżski, Łomżyński, Łosowski, Łossowski.
Magdaleński, Manowski, Miński, Mlącki, Mlądzki, Młądzki, Młyński, Morozowicz, Mroczkowski, Mroziński, Mrozowicki, Mrozowski, Nagolski.
Napierkowski, Napiorkowski, Napiórkowski.
Ogrodzieński, Ogrodziński, Opacki, Ossowiecki.
Petrulewicz, Piottuch, Piotuch, Pisanka, Pisanko, Plewiński, Podleski, Podlewski, Prossewski, Proszewski, Prószewski, Prusiecki, Pruski, Prusakowski, Pruszkowski, Przechadzki, Przechalski, Puzewski, Pysznicki.
Radulski, Rossochacki, Rozenbark, Rudalski, Rudkowski, Rudzieński, Rudziński, Rzeczkowski.
Sobor, Strękowski, Studziński.
Tomikowski, Tymiński.
Uciąski
Wiczfiński, Wieciński, Wietwiński, Wiśniewski, Witwiński, Wotowski, Wrotnowski, Wyczfiński.
Załęski, Zaniewski, Zdrodowski, Zdroikowski, Zglinicki, Zieliński, Zuchorski.
Żochowski, Żuchorski, Żukowski.

## Znani herbowni
- Stanisław Jan Jabłonowski
- Karol Czarnecki